# Mehdi Meskar
Mehdi Meskar (Reggio Calabria, 22 marzo 1995) è un attore italiano.
Le sue origini sono maghrebine e vive attualmente a Parigi.

## Biografia
Mehdi Meskar nasce a Reggio di Calabria il 22 marzo 1995 e cresce a Montebelluna, in provincia di Treviso. All'età di 15 anni si trasferisce a Parigi dove inizia la sua carriera interpretando molteplici ruoli in cortometraggi. Nel 2012, fa una prima apparizione sul grande schermo nel film Nella casa di François Ozon. L'anno seguente viene scelto da Franco Dragone per lo spettacolo Story of a Fort, Legacy of a Nation, una creazione dedicata al patrimonio culturale di Abu Dhabi durante il Qasr al-Hosn Festival, Mehdi interpreta il ruolo centrale della storia, accanto a 70 acrobati e ballerini provenienti dal Cirque du Soleil. Subito dopo questo spettacolo, Meskar viene notato dal regista Fariborz Kamkari che gli dà il ruolo di Saladino, protagonista del film Pitza e datteri accanto a Giuseppe Battiston. 
Nel 2016, recita in Quattro vite di Arnaud des Pallières. Il suo personaggio è quello di Samy, il ragazzo di Karine, con il quale ha una storia d’amore durante la sua adolescenza. Sempre nel 2016, gira in Italia la parte di Ali, co-protagonista del film Non c’è più religione di Luca Miniero accanto a Claudio Bisio, Alessandro Gassmann e Angela Finocchiaro.
Nel 2017, è il protagonista della serie francese Woke (Titolo originale: Les Engagés) creata da Sullivan Le Postec. Per la sua interpretazione nel ruolo di Hicham Alaoui viene nominato come miglior attore protagonista in una serie drammatica in diversi festival. Sempre nel 2017 gira anche il film Rafaël diretto dal regista olandese nominato all’Oscar Ben Sombogaart. In questa storia d’amore basata su una storia vera recita Rafaël.
Una commissione internazionale seleziona Mehdi Meskar per far parte della Berlinale Talents 2017, il prestigioso Talent Campus del Berlin International Film Festival che valorizza i giovani talenti in tutto il mondo.
Il 2018, è un anno molto intenso per il giovane attore: interpreta di nuovo Hicham Alaoui per la seconda stagione di Woke. La serie, applaudita dalla critica francese, viene riconosciuta come una delle migliori serie francesi dell’anno.
Subito dopo, Mehdi parte in Germania dove si vede protagonista nell’opera prima di Randa Chahoud, The Accidental Rebel. Recita la parte di Karim, un giovane ragazzo che non vede suo fratello da anni e decide di avventurarsi in un pericoloso viaggio dall’altra parte del mondo per ritrovarlo. Al suo fianco, Emily Cox recita Lily (la ragazza di Karim) e Jonas Nay recita Max (il suo migliore amico.) Il film viene presentato in anteprima internazionale al 2019 Busan International Film Festival. L’anteprima tedesca ha avuto luogo al 2020 Max Ophüls Prize Film Festival dove Mehdi Meskar viene premiato come Miglior Attore.
Sempre nello stesso anno gira Crescendo di Dror Zahavi accanto a Peter Simonischek e Bibiana Beglau. Il film ha riscosso un discreto successo in sala.
Inizio 2019, è segnato dall’uscita della miniserie canadese Monster diretta da Patrice Sauvé. Mehdi interpreta la parte di M, un violento narcisista perverso. La serie è basata sul libro omonimo di Ingrid Falaise. Per questa parte difficile Mehdi si vede ricompensato con una nomination come Miglior Attore Protagonista ai canadesi Gémeaux Awards e diventa membro dell’Accademia Canadese del cinema e della televisione.
Settembre 2019, lo si vede nella serie horror originale Netflix francese Marianne che ha riscosso un discreto successo. Nella serie interpreta Tonio.
Nel 2020 è protagonista nel film austriaco Me, We di David Clay Diaz. 
Sempre nell'anno 2020 interpreta il ruolo di Malik, coprotagonista della quarta stagione della serie televisiva italiana Skam Italia, prodotta da Netflix e Timvision.
Mehdi Meskar è poliglotta: parla inglese, francese, italiano, arabo e tedesco.

## Filmografia

### Cinema
- Nella casa, regia di François Ozon (2012)
- Pitza e datteri, regia di Fariborz Kamkari (2015)[6]
- Quattro vite (Orpheline), regia di Arnaud des Pallières (2016)
- Non c'è più religione, regia di Luca Miniero (2016)
- Rafaël, regia di Ben Sombogaart (2017)
- The Accidental Rebel, regia di Randa Chahoud (2018)
- Crescendo, regia di Dror Zahavi (2019)
- Me, We, regia di David Clay Diaz (2019)
- Profeti, regia di Alessio Cremonini (2022)
- The entertainer, regia di David Clay Diaz (2022)

### Cortometraggi
- 2011: Chrysanthème di Arthur Valverde: Mehdi
- 2012: Trois Cœurs pour Battre di Arthur Valverde: Maxime
- 2014: Les Naufragés di Renaud Ducoing: Malick
- 2015: Adam-ma di Marion Jhöaner: Adam
- 2015: Mister V-McWalter di Mister V e Haroun Saïfi
- 2016: Lost in Hope di Aline Hochscheid: Yasser
- 2016: Un rêve de tapin di Jules Charpentier: Marco
- 2018: Trip di Geoffrey Cochard e Lesly Lynch
- 2022: Sunny Life Farm di Ben Liam Jones: Firas

### Televisione
- 2012: Alice Nevers - Professione giudice di Laurent Levy: Sam Lakhdar
- 2015: Il segreto di Elise di Alexandre Laurent: Yanis '86
- 2017-2018: Woke di Sullivan Le Postec
- 2018: The Beating Hearts Chronicles di Germain Le Carpentier, due episodi
- 2019: Tatort: Der Pakt di Zoltan Spirandelli
- 2019: Monster di Patrice Sauvé: M
- 2019: Marianne di Samuel Bodin: Tonio
- 2020-2022: Skam Italia di Ludovico Bessegato: Malik
- 2021: Les Engagés: XAOC di Sullivan Le Postec, tre episodi: Hicham Alaoui
- 2022: Signora Volpe: Samir Hamdani
- 2022: Munich Match: Karim Abdelsalam
- 2023: L'estate più calda di Matteo Pilati: Omar
- 2024: Attacco al potere - Paris Has Fallen: Sami Bensaid

## Doppiatori italiani
Nelle versioni in italiano delle opere in cui ha recitato, Mehdi Meskar è stato doppiato da:
- Danny Francucci in Quattro vite
- Federico Viola in Marianne
- Mattia Nissolino in Attacco al potere - Paris Has Fallen

## Teatro
- 2014: Croisière dans la baie de Sydney di Hugo Rezeda
- 2013: The Story of a Fort, Legacy of a Nation di Franco Dragone
- 2012: Stand Up Comedy di Mehdi Meskar
- 2011: Mais qu'est donc McGuffin di Laure Bachelier
- 2010: Il Mantello Di Arlecchino di Nicoletta Menegon e Marita Centorami
- 2009: Così è (Se vi pare) - Teatro di Treviso
- 2008: La Shoah di Nicoletta Menegon e Marita Centorami
- 2007: Viki che voleva andare a scuola di Nicoletta Menegon e Marita Centorami
- 2006: Iq e Ox di Nicoletta Menegon e Marita Centorami
- 2005: MagicMeskar d'Abdelkader Meskar